# الدين في أوكرانيا
يتنوع الدين في أوكرانيا، إذ تعتنق غالبية السكان المسيحية. وقد وجد استطلاع عام 2018 الذي أجراه مركز رازومكوف أن 71.7% من السكان أعلنوا أنهم مؤمنون. وقال نحو 67.3% من السكان إنهم يتبعون إحدى الكنائس الأرثوذكسية الشرقية (28.7% من بطريركية كييف، و23.4% قالوا ببساطة إنهم «أرثوذكس» دون إعلان عن البطريركية التي ينتمون إليها، و12.8% من بطريركية موسكو، و0.3% الكنيسة الأرثوذكسية الأوكرانية المستقلة، و1.9% أنواع أخرى من الأرثوذكسية)، وكان 7.7% مسيحيين دون انتماء طائفي مُعلن، و9.4% كاثوليك من الطقوس البيزنطية الأوكرانية، و2.2% بروتستانت، و0.8% لاتين كاثوليك، وتقريبًا 1-2% إسلام، وشكل اليهود 0.4%؛ بينما تتبع نسبة صغيرة الهندوسية والبوذية والوثنية (رودنوفري). وصرح 11% آخرون بأنهم غير متدينين أو غير منتسبين إلى أي دين. ووفقًا للدراسات الاستقصائية التي أجراها مركز رازومكوف في بداية القرن الحادي والعشرين والعقد الأول من القرن الحادي والعشرين، ظلت هذه النسب ثابتة نسبيًا طوال العقد الماضي، بينما انخفضت نسبة المؤمنين بشكل عام من 76% في عام 2014 إلى 70% في عام 2016 و72% في عام 2018.
في عام 2018 كانت المسيحية قوية بشكل خاص في المناطق الواقعة في أقصى غرب أوكرانيا، حيث يعيش معظم الكاثوليك اليونانيين. وفي المناطق الوسطى والجنوبية والشرقية يشكل المسيحيون نسبة أقل من إجمالي السكان، خاصة في المنطقة الشرقية من دونباس. وهناك دين آخر موجود في أوكرانيا إلى جانب المسيحية هو رودنوفري (العقيدة الأصلية السلافية)، والتي تضم مجتمعات تتحدث اللغتين الأوكرانية والروسية (بعض منظمات رودنوفري تسمي الدين أرثوذكسية برافوسلافي «الأرثوذكسية الأصلية»، وبالتالي تعمل بالترادف مع الكنائس الأرثوذكسية المسيحية).
يمثل تتار القرم الذين يعتنقون الإسلام جزءًا كبيرًا من السكان في شبه جزيرة القرم، التي كانت قبل عام 2014 خاضعة لأوكرانيا، لكن روسيا احتلتها منذ ذلك التاريخ. ومنذ عام 2016 تبقى دونباس فقط من تمتلك أكبر مجتمع من المسلمين مقارنة بالمناطق الأوكرانية الأخرى (6%)، دون احتساب شبه جزيرة القرم حيث شكل المسلمون 15% من السكان في عام 2013.
منذ ما قبل اندلاع الحرب في دونباس في عام 2014، كانت هناك اضطرابات بين الجماعات الدينية الموالية لأوكرانيا والموالية لروسيا في البلاد، لكنها كانت أقل عنفًا.

## تاريخيًا
في عصور ما قبل التاريخ وفي أوائل العصور الوسطى سكنت أراضي أوكرانيا الحالية قبائل مختلفة تمارس دياناتها الوثنية التقليدية (مع وجود التنغرية في بلغاريا العظمى القديمة في الأراضي الأوكرانية في القرن السابع الميلادي). وبرزت المسيحية البيزنطية لأول مرة في مطلع الألفية الأولى. وتروي التقاليد والأساطير اللاحقة أنه في القرن الأول الميلادي زار الرسول أندراوس الموقع الذي أنشأت فيه مدينة كييف لاحقًا.
في القرن العاشر أصبحت دولة كييف روس الناشئة تحت التأثير الثقافي للإمبراطورية البيزنطية. وزارت الأميرة القديسة أولغا القسطنطينية، وهي أول روسية مسجلة تعتنق الأرثوذكسية الشرقية في 945 أو 957. وفي الثمانينيات من القرن التاسع عشر وفقًا للتقاليد، كان حفيد أولغا كنياز (الأمير) فلاديمير قد عمد شعبه في نهر دنيبر.
بدأت هذه المعمودية تاريخًا طويلًا من هيمنة الأرثوذكسية الشرقية في روتينيا، وهو صعود ديني من شأنه أن يؤثر لاحقًا على كل من أوكرانيا وروسيا. وأدت هيمنة روسيا العظمى على روسيا الصغرى (منذ عام 1721) في النهاية إلى تراجع الكاثوليكية الموحدة (التي تأسست رسميًا عام 1596) في الأراضي الأوكرانية الواقعة تحت السيطرة القيصرية.
كانت اليهودية موجودة في الأراضي الأوكرانية منذ ما يقرب من ألفي عام مع ظهور التجار اليهود في المستعمرات اليونانية. وبعد القرن السابع أثرت اليهودية على خاقانات الخزر المجاورة. ومن القرن الثالث عشر زاد وجود يهود الأشكناز في أوكرانيا بشكل ملحوظ. وفي القرن الثامن عشر نشأ تعليم جديد لليهودية وأصبح راسخًا في الأراضي الأوكرانية - الحاسيديم.
جلبت القبيلة الذهبية (التي اعتنقت الإسلام عام 1313) والإمبراطورية العثمانية السنية (التي غزت السواحل الأوكرانية في سبعينيات القرن التاسع عشر) الإسلام إلى مناطقهم الخاضعة في أوكرانيا الحالية. اعتنق تتار القرم الإسلام باعتباره دين الدولة (1313-1502) للقبيلة الذهبية، وحكموا لاحقًا كأتباع للإمبراطورية العثمانية (حتى أواخر القرن الثامن عشر).
خلال فترة الحكم السوفيتي (1917-1991) روجت السلطات السوفييتية الحاكمة رسميًا للإلحاد ودرسته في المدارس، بينما شجعت مستويات مختلفة من اضطهاد المؤمنين الدينيين ومنظماتهم. وبقي جزء صغير فقط من رواد الكنيسة الرسميين في تلك الفترة، وزاد عدد غير المؤمنين.
شهد القرن العشرين انقسامات داخل الأرثوذكسية الشرقية في الأراضي الأوكرانية.

## التركيبة السكانية
اعتبارًا منذ عام 2018، وفقًا لمسح أجراه مركز رازومكوف، أعلن 71.8% من إجمالي المستجيبين أنهم مؤمنون، بينما كان 11.5% غير متأكدين مما إذا كانوا يعتقدون بدين ما أم لا، و5.3% كانوا غير مهتمين بالمعتقدات، و4.7% كانوا غير مؤمنين، و3%. كانوا ملحدين، ووجد 3.7% آخرون صعوبة في الإجابة عن السؤال. ووجد استطلاع عام 2018 الذي أجراه مركز رازومكوف أن 71.7% من السكان أعلنوا أنهم مؤمنون.
أعلن نحو 67.3% من السكان تمسكهم بفرع أو آخر من المسيحية الأرثوذكسية (28.7% من بطريركية كييف، و23.4% أرثوذكس فقط، و12.8% من بطريركية موسكو، و0.3% الكنيسة الأرثوذكسية المستقلة الأوكرانية، و1.9% أنواع أخرى من الأرثوذكسية)، وقال 7.7% إنهم مسيحيون فقط، و9.4% كاثوليك من الطقوس اليونانية، و2.2% بروتستانت، و0.8% كاثوليك من الطقوس اللاتينية. وكانت اليهودية ديانة 0.4%؛ بينما كانت البوذية والوثنية والهندوسية ديانات 0.1% من السكان. وصرح 11% آخرون بأنهم غير متدينين أو غير منتسبين إلى دين.
ومن بين الأوكرانيين الذين أعلنوا إيمانهم بالأرثوذكسية، أعلن 42.6% أنهم أعضاء في الكنيسة الأرثوذكسية الأوكرانية التابعة لبطريركية كييف، بينما أعلن 19% أنهم أعضاء في الكنيسة الأرثوذكسية الأوكرانية التابعة لبطريركية موسكو. وكان 0.5% آخرين أعضاء في الكنيسة الأرثوذكسية الأوكرانية المستقلة. ومن بين الأرثوذكس الأوكرانيين المتبقين، أعلن 34.7% أنهم «أرثوذكس فقط» دون الانتماء إلى أي بطريركية، بينما صرح 2.8% آخرون بأنهم «لا يعرفون» البطريركية أو الكنيسة الأرثوذكسية التي ينتمون إليها.